# Lyricon

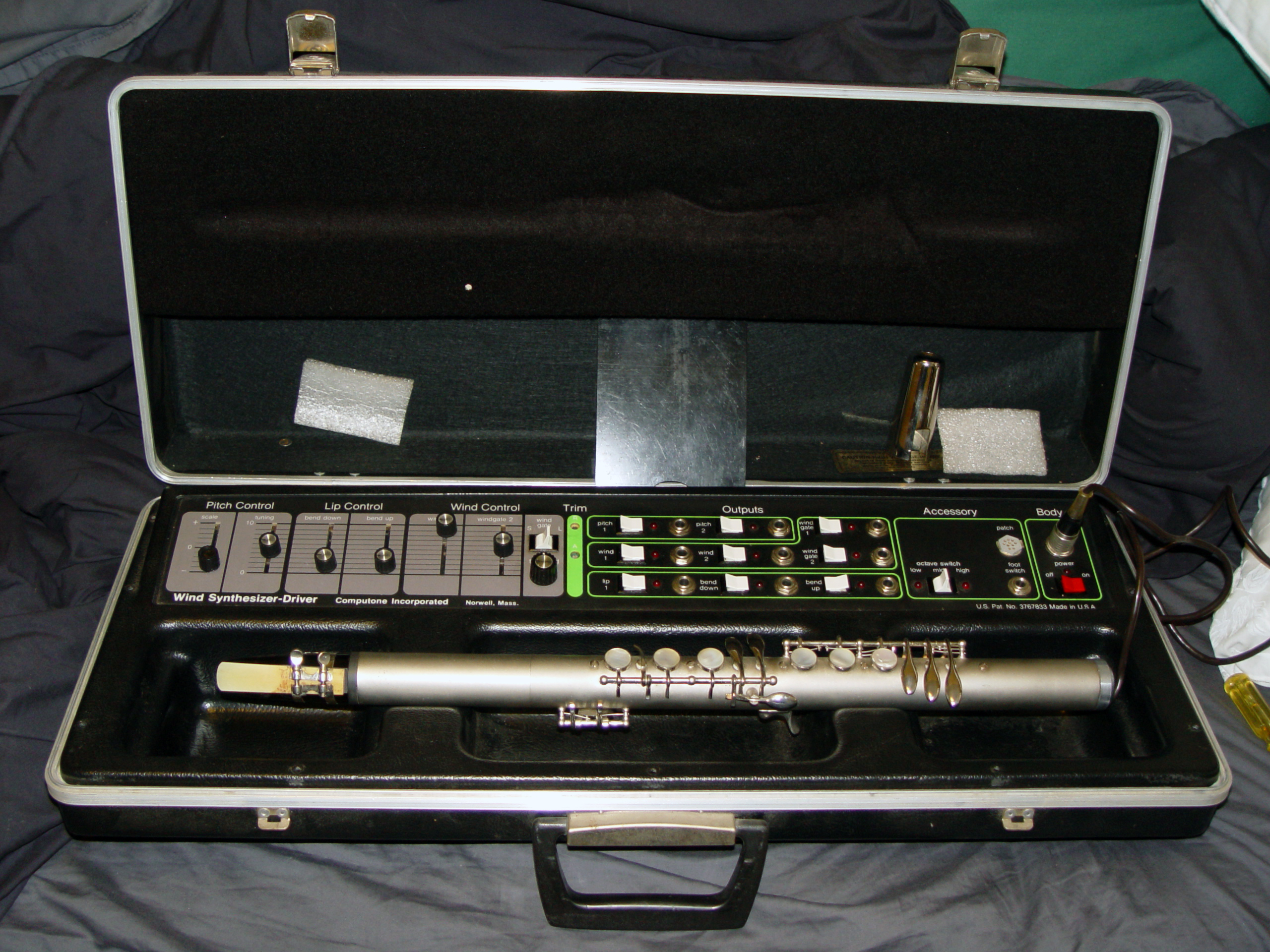
Synthétiseur à vent Computone.

Le Lyricon est un instrument à vent électronique, le premier synthétiseur à vent ayant été produit au début des années 1970. Conçu par Bill Bernardi (en compagnie de Roger Noble et l'ancien instrumentiste Chuck Greenberg,), l'instrument est fabriqué par une compagnie nommée Computone Inc. au Massachusetts, États-Unis. Le Lyricon est disponible en deux designs, le premier de couleur argentée a l'apparence d'un saxophone soprano et le second, de couleur noire a l'apparence d'une clarinette alto.

## Musiciens notables
- Ian Anderson sur Blues Instrumental (Untitled)
- Jay Beckenstein de Spyro Gyra
- Dallas Smith
- Jorrit Dijkstra
- Richard Elliot
- Kenny G[2]
- Sal Gallina
- Chuck Greenberg du groupe Shadowfax
- Jack Lancaster, l'un des premiers instrumentistes utilisant le Lyricon dans de nombreux albums solo des années 1970 ainsi que sur la version rock du conte pour enfants Peter and the Wolf.
- Roland Kirk
- Yusef Lateef
- Andy Mackay de Roxy Music
- Bennie Maupin
- Dan Michaels de The Choir
- Lenny Pickett
- Courtney Pine
- David Roach
- Le saxophoniste Tom Scott joue du Lyricon sur Billie Jean de Michael Jackson ou encore sur le single Hit de Steely Dan (plus tard samplé par De La Soul dans Eye Know)[2].
- Wayne Shorter de Weather Report joue du Lyricon sur Three Clowns de l'album Black Market[2].
- Bruno Spoerri
- Michał Urbaniak
- Pedro Eustache
- John L. Walters de Landscape and Zyklus[2]
- Takeshi Itoh de The Square utilise le Lyricon de 1979 à 1987.
- Charles « Prince Charles » Alexander de Prince Charles & The City Beat Band